# John Myung

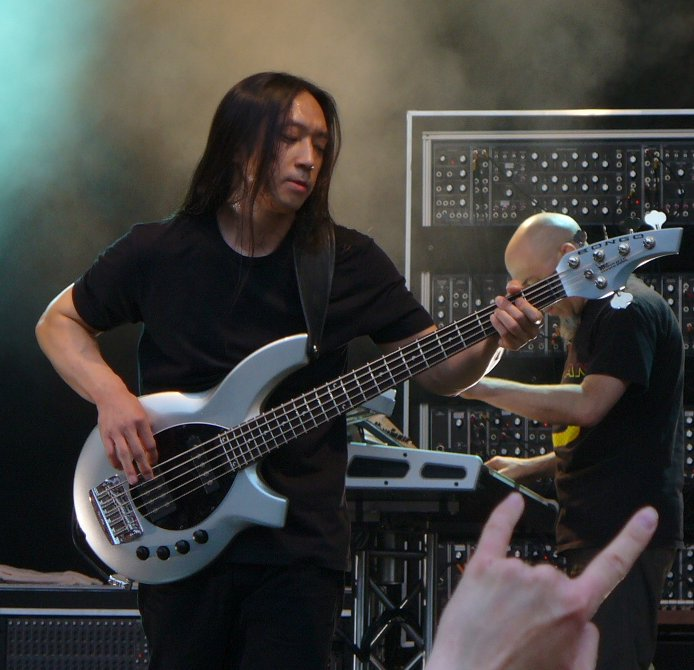
John Myung bei einem Konzert von Dream Theater in Berlin 2007

John Ro Myung (* 24. Januar 1967 in Chicago, USA) ist ein US-amerikanischer Musiker und Bassist der Progressive-Metal-Band Dream Theater.
Als Sohn koreanischer Eltern ist er in Long Island in New York, NY aufgewachsen. Weil er zu Hause immer klassische Musik hörte, fing er im Alter von fünf Jahren mit dem Violinespielen an. Als er dann jedoch den Bass entdeckte, beschloss er, das Geigespielen aufzugeben und sich ganz dem Bass zu widmen. Er studierte mit seinem Freund John Petrucci am Bostoner Berklee College of Music, wo sie auch Mike Portnoy kennenlernten. Mit ihm zusammen gründeten sie die Band Majesty, aus der später Dream Theater wurde. Neben seiner Tätigkeit bei Dream Theater spielt er unter anderem auch Bass in dem Projekt The Jelly Jam.
Myung gilt bis heute als sehr hingebungsvoller Musiker. So übte er während der Studienzeit in Berklee täglich bis zu sechs Stunden und ist bis heute, egal ob im Studio, auf Tour oder privat nur selten ohne Bass anzutreffen.
Er ist für seine schnellen, versierten Basslinien bekannt, vor allem für seine Tapping-Technik. Da er für viele Nachwuchsmusiker als Vorbild gilt, hat er bereits ein Lehrvideo veröffentlicht. Persönlich tritt Myung jedoch stets reserviert und zurückhaltend in der Öffentlichkeit auf, was ihm unter den Fans von Dream Theater schon einen gewissen Kultstatus eingebracht hat.
Neben seinen hauptsächlich sechssaitigen Bässen spielt John Myung den Chapman Stick, ein seltenes Instrument, das nur durch Tapping und Hammering gespielt und nur von wenigen Musikern, zum Beispiel Tony Levin, beherrscht wird.